# Tommy Kenter
Tommy Osvald Charlie Kenter (født 15. april 1950 i København) er en dansk skuespiller.
Han debuterede allerede som 11-årig i filmen Cirkus Buster under navnet Tommy Kanter. Han optrådte senere som fru Christoff i tv-satireprogrammet Dansk Naturgas i samarbejde med Per Pallesen. Han har optrådt i Dansk Melodi Grand Prix sammen med Lise Dandanell og Hanne Boel med sin egen "Piano". Han spillede Kjeld Jensen i Olsenbanden-filmen Olsen-bandens sidste stik efter Poul Bundgaards død under optagelserne.
I 2021 optrådte Kenter i Spillemand på en tagryg, i en genopsætning på Det Ny Teater. Han har udtrykt, at han kun mangler én rolle, før han stopper som skuespiller - nemlig Molières Tartuffe.

## Bodil-kagen
I 2002 fik Tommy Kenter stor medieomtale, da han under Bodil-festen i Imperial lagde sig oven på kagen, der var formet som en kvinde, og lavede samlejebevægelser.
| Citat                                                     | Altså, jeg stod og snakkede med Poul Nesgaard, og der skete ikke en skid. Det hele var så stift og kedeligt, men jeg havde det skide godt, fordi jeg lige havde fået en Bodil. 'Jeg hopper sgu op i kagen', sagde jeg. 'Det tør du ikke', sagde Nesgaard. 'Jo, fandme', sagde jeg og hoppede op. | Citat |
| – Tommy Kenter genkalder episoden i Søndagsavisen i 2012. | |       |

## Privatliv
I 2008 købte Kenter en stråtækt villa på 200 m² i Nærum nord for København for 7,65 mio. kr. I 2018 forsøgte han at sælge den for 8,25 mio. kr. men først december 2019 blev huset solgt for 7,4 mio. kr.
I 2020 blev han gift med Janne Hiort. Dette var hans første ægteskab.

## Hæder
| År   | Modtager/nomineret arbejde | Prisuddeling  | Pris                       | Resultat |
| ---- | -------------------------- | ------------- | -------------------------- | -------- |
| 1991 | Lad isbjørnene danse       | Bodilprisen   | Bedste mandlige hovedrolle | Vundet   |
| 1991 | Lad isbjørnene danse       | Robertprisen  | Årets mandlige hovedrolle  | Vundet   |
| 2002 | Fukssvansen                | Bodilprisen   | Bedste mandlige birolle    | Vundet   |
| 2013 | Marie Krøyer               | Bodilprisen   | Bedste mandlige birolle    | Vundet   |
| 2020 | Tommy Kenter               | Årets Reumert | Årets Hædersprisen         | Vundet   |

- 1982 – Årets Dirch
- 1991 – Bodilprisen for bedste mandlige hovedrolle i filmen Lad isbjørnene danse
- 1991 – Robert for årets mandlige hovedrolle i filmen Lad isbjørnene danse
- 1994 – Teaterpokalen
- 2002 – Bodilprisen for bedste mandlige birolle i filmen Fukssvansen

## Filmografi
Nedenstående er et udvalg af roller fra Tommy Kenter karriere som skuspiller.

### Film
| År   | Titel                                 | Rolle                                                  | Noter             |
| ---- | ------------------------------------- | ------------------------------------------------------ | ----------------- |
| 1961 | Cirkus Buster                         | Hans Nielsen                                           |                   |
| 1966 | Der var engang en krig                | skoleelev                                              |                   |
| 1975 | Piger i trøjen                        | Fritz                                                  |                   |
| 1975 | Familien Gyldenkål                    | værtshusets tjener                                     |                   |
| 1976 | Julefrokosten                         | kokken Marius                                          |                   |
| 1977 | Alt på et bræt                        | tv-interviewer                                         |                   |
| 1980 | Attentat                              | kriminalassistent                                      |                   |
| 1980 | Undskyld vi er her                    | Viggo                                                  |                   |
| 1981 | Kniven i hjertet                      | postarbejder                                           |                   |
| 1981 | Slingrevalsen                         | bilsælger                                              |                   |
| 1981 | Olsen-bandens flugt over plankeværket | grusgravsarbejder                                      |                   |
| 1985 | Walter og Carlo - op på fars hat      | forbryder                                              |                   |
| 1986 | Take it easy                          | bartenderen Victor                                     |                   |
| 1986 | Mord i mørket                         | Ole Kok                                                |                   |
| 1987 | Strit og Stumme                       |                                                        |                   |
| 1989 | Miraklet i Valby                      | Svens fars stemme                                      |                   |
| 1990 | Lad isbjørnene danse                  | Lasses far, som bliver hanrej                          |                   |
| 1990 | Fuglekrigen i Kanøfleskoven           | uglen Walther                                          |                   |
| 1998 | I wonder who's kissing you now?       | Sam                                                    |                   |
| 1998 | Olsen-bandens sidste stik             | bandemedlem Kjeld Jensen (stand-in for Poul Bundgaard) |                   |
| 2000 | Fruen på Hamre                        |                                                        |                   |
| 2001 | Fukssvansen                           | Anton                                                  |                   |
| 2005 | Allegro                               | professor Fromberg                                     |                   |
| 2007 | Anja og Viktor - Brændende kærlighed  | brandmajor Larsen                                      |                   |
| 2007 | Hvordan vi slipper af med de andre?   | kunstneren Ole                                         |                   |
| 2008 | Det perfekte kup                      | kriminalinspektør Jansen                               |                   |
| 2008 | Anja og Viktor - i medgang og modgang | Larsen                                                 |                   |
| 2010 | Bob bob Bølle Bob - Alletiders helt\| | politimester Quist                                     |                   |
| 2011 | Noget i luften                        | Larsen                                                 |                   |
| 2012 | Marie Krøyer                          | advokat Lachmann                                       |                   |
| 2012 | Viceværten                            | Gregers                                                |                   |
| 2014 | Krummerne - alt på spil               | viceværten Svendsen                                    |                   |
| 2016 | Rosemarie og Gartnerens Hemmelighed   |                                                        | norsk film        |
| 2018 | Lykke-Per                             | den jødiske rigmand Philip Salomon                     | Bille August-film |
| 2019 | Jagtsæson                             |                                                        |                   |
| 2019 | Kollision                             |                                                        |                   |
| 2020 | De forbandede år                      |                                                        |                   |

### Serier
| År      | Titel                           | Rolle                            | Noter                                    |
| ------- | ------------------------------- | -------------------------------- | ---------------------------------------- |
| 1977-80 | En by i Provinsen               | kriminalassistent Poulsen        | afsnit 1-9                               |
|         | Ude på noget\|                  |                                  |                                          |
| 1978    | Ret beset                       | Per                              | afsnit 3                                 |
| 1982    | Mille og Mikkel                 | renseriejer Madsen               |                                          |
| 1982    | Opfinderkontoret                | Jørgensen                        | afsnit 1-6                               |
| 1984    | Niels Klims underjordiske rejse | Qvamit                           | afsnit 3                                 |
| 1990-92 | Parløb                          | fortæller                        | afsnit 1-6                               |
| 1992    | Kald mig Liva                   | kapelmester Hans Kauffmann "Kuf" | afsnit 2-4                               |
| 1992    | Skibet i skilteskoven           |                                  | julekalender                             |
| 1993    | Jul i Juleland                  | musik                            | julekalender                             |
| 1994    | Flemming og Berit               | div. roller                      |                                          |
| 1996    | Charlot og Charlotte            | politimester Orson               |                                          |
| 1998    | Hjerteflimmer                   | sig selv                         |                                          |
| 1998    | Sailor Moon                     |                                  |                                          |
| 2000-02 | Thomas og vennerne'             | Speaker                          | sæson 5 & 6                              |
| 2001-03 | Langt fra Las Vegas             | Caspers far                      | afsnit 32                                |
| 2004-07 | Krøniken                        | sanger                           |                                          |
| 2008    | Sommer                          | Annas far                        | afsnit 15                                |
| 2009-10 | Livvagterne                     | Jørgen Boas                      |                                          |
| 2011    | Vild med dans                   | sig selv                         | Kenter og Marianne Eihilt blev par nr. 3 |
| 2012    | Live fra Bremen                 |                                  | sæson 6                                  |
| 2012-17 | Rita                            | læreren Erik                     | afsnit 9-16                              |
| 2016-19 | Bedrag                          | Helge Larsen                     | afsnit 15-20                             |
| 2017    | Gidseltagningen                 | Leon                             | afsnit 1                                 |
| 2018    | Hånd i hånd                     | Tage                             | sæson 1, afsnit 1-7                      |

### Stemme til tegnefilm o.l.
| År   | Titel                                  | Rolle                   | Noter |
| ---- | -------------------------------------- | ----------------------- | ----- |
| 1961 | 101 Dalmatinere - hund og hund imellem | Hvalp                   |       |
| 1975 | Asterix indta'r Rom                    |                         |       |
| 1987 | Strit og Stumme                        | Blånæse                 |       |
| 1988 | Oliver og Co.                          | Fagin                   |       |
| 1990 | Fuglekrigen i Kanøfleskoven            | Uglen                   |       |
| 1995 | Aberne og det hemmelige våben          | Weissmüller             |       |
| 1998 | Græsrødderne                           | Heimlich                |       |
| 1998 | H.C. Andersen og den skæve skygge      | Meisling Öehlenschläger |       |
| 2000 | Cirkeline - ost og kærlighed           | Jordrotte               |       |
| 2003 | Drengen der ville gøre det umulige     | Ravnen                  |       |
| 2004 | Garfield: The Movie                    |                         |       |
| 2006 | Garfield 2                             |                         |       |
| 2006 | Biler                                  | Ramone                  |       |
| 2011 | Biler 2                                | Ramone                  |       |
| 2012 | Marco Macaco                           |                         |       |
| 2013 | Otto er et næsehorn                    | politimesteren          |       |

### Teater
| År          | Teater            | Stykke                  | Rolle               |
| ----------- | ----------------- | ----------------------- | ------------------- |
| 1998        | Østre Gasværk     | Slutspil                |                     |
| 2005 & 2006 | Nørrebro Teater   | Elling og Kjell Bjarne  |                     |
| 2007        | Operaen på Holmen | Matador musical         | Grisehandler Larsen |
| 2019        | Det Ny Teater     | Spillemand på en tagryg | Tevye Mælkemand     |

## Diskografi
- 1982: Nattens sidste cigaret (Liveplade med bl.a. Niels Jørgen Steen)
- 1990: Uden hat og briller